# Raša Sraka
Raša Sraka (ur. 10 października 1979 w Lublanie) – słoweńska judoczka startująca w kategorii do 70 kg, medalistka mistrzostw świata i Europy.
Czterokrotnie startowała w mistrzostwach świata. Dwukrotnie: w 2005 w Kairze i w 2010 w Tokio zdobyła brązowy medal. Ponadto w 2011 w Paryżu uzyskała 5. miejsce, a w 2009 w Rotterdamie zajęła 7. miejsce.
W mistrzostwach Europy brała udział dziewięć razy, wywalczając 5 medali. W 2003 w Düsseldorfie zdobyła złoty medal, w 2010 w Wiedniu srebrny medal, zaś w 2002 w Mariborze, w 2004 Bukareszcie i w 2012 w Czelabińsku brązowy medal. Oprócz tego dwukrotnie ukończyła zawody na 5 miejscu: w 2005 w Rotterdamie i w 2011 w Stambule oraz dwukrotnie na 7 miejscu: w 2006 w Tampere i w 2008 w Lizbonie.
Wystąpiła na igrzyskach olimpijskich w Londynie w 2012. W pierwszej swojej walce w 1/8 finału pokonała Hiszpankę Cecilię Blanco. W następnej walce w ćwierćfinale przegrała z Koreanką Hwang Ye-sul. W repasażu uległa Kolumbijce Yuri Alvear i odpadła z turnieju.
Zamężna. Jej mąż ma na imię Luka.